# Zuben-el-schemali
Zuben-el-schemali oder Zubeneschamali (aus arab. الزبانى الشمالي az-zubānā aš-šimāli ‚die nördliche Zange (oder Schere)‘) ist der Name des Sterns Beta Librae (β Librae), des hellsten Sterns im Sternbild Waage. Zuben-el-schemali ist der einzige mit bloßem Auge sichtbare grüne Stern (Spektraltyp B8V). Er besitzt eine scheinbare Helligkeit von +2,61 mag und ist 185 Lichtjahre von der Erde entfernt.
Die IAU hat am 21. August 2016 den Eigennamen Zubeneschamali als standardisierten Eigennamen für diesen Stern festgelegt.